# Dívka s pomeranči (film)
Dívka s pomeranči (v norském originále Appelsinpiken) je norské romantické drama z roku 2009 režisérky Evy Dahrové. Je natočen podle stejnojmenné knihy spisovatele Josteina Gaardera z roku 2003.

## Děj
Malý chlapec Georg jednoho dne najde ve starém červeném kočárku dlouhý dopis od svého zesnulého otce. Dopis vypráví o otcově mladické lásce k neznámé „dívce s pomeranči“ a zanechává záhadu, kterou má Georg vyřešit. Příběh pravidelně přeskakuje mezi těmito dopisy a přítomností. 

## Obsazení
- Mikkel Bratt Silset jako Georg
- Harald Thompson Rosenstrøm jako Jan Olav
- Rebekka Karijord jako Veronika
- Annie Dahr Nygaard jako dívka s pomeranči
- Emilie K. Beck jako Stella
- Glenn Erland Tosterud jako Gunnar
- Tom Eirik Solheim jako Joakim
- Ellen E.T. Jervell jako Camilla
- Jakob Skøyen Andersen jako Simen